# 遅尚斌
遅 尚斌（ち しょうびん、中国語: 迟尚斌、遲尚斌、1949年9月19日 - 2021年3月6日）は、中華人民共和国の元サッカー選手、元サッカー指導者。元中華人民共和国代表。選手時代のポジションはMF。
松下電器産業サッカー部からガンバ大阪にかけて下部組織の監督を務めていた他、大連万達では1995年から1997年にかけて55試合無敗を記録した監督としても著名である。

## クラブ歴
遼寧省大連市生まれ。1969年に遼寧足球倶楽部に加入。ワンクラブマンとして1982年まで在籍し引退した。

## 代表歴
1974年に代表初出場、AFCアジアカップには1976年大会と1980年大会の2回に亘って出場した他、アジア競技大会には1974年大会、1978年大会、1982年大会の3回に亘って出場した。

## 指導歴
選手引退後は北京体育大学でスポーツ心理学を学び、大阪体育大学に留学。松下電器産業サッカー部の下部組織でコーチを務めた。
1995年に大連万達の監督に就任。前年王者ながら出だしは芳しくなかったものの、同年9月3日から1997年12月18日まで55試合無敗の記録を打ち立て、1996年は無敗優勝を記録、翌年も優勝し2年連続で年間最優秀監督賞にも輝いた。
1998年に四川全興の監督に就任。翌年廈門の監督に就任し2部で優勝を記録した。
2000年にボラ・ミルティノビッチ率いる中国代表のスタッフに就任。
2003年に河南建業の監督に就任し2部で準優勝を記録した。
2004年に江蘇蘇寧の監督に就任した。
2005年に朱広滬の後任として深圳健力宝の監督に就任。しかし前年王者を12位に落とした成績に加えて主将の李瑋峰を始めとする年長の選手との対立があり僅か3ヶ月で辞任となった。当時の深圳は年長の選手の発言力が強く、選手はギャンブルに興じるなどのアンプロフェッショナルな行為も見られていた。これに対して規律で縛り上げようとした遅は、選手と練習時から対立、試合では手抜きをされた。実際に李瑋峰は遅の顔面を殴打し、比較的温厚な性格で知られていた楊晨も何回も激昂した上にメディアに遅のやり方の無駄さを説くなどの行動に走り、解任に至った。
2009年7月に大連阿爾浜の初代監督に就任。初年度ながら中国乙級で優勝した。その後はアシスタントに徹し、2015年に退団した。
以降は若手選手の育成に精を出した。2021年3月6日に心筋梗塞で歿した。